# ازلیان

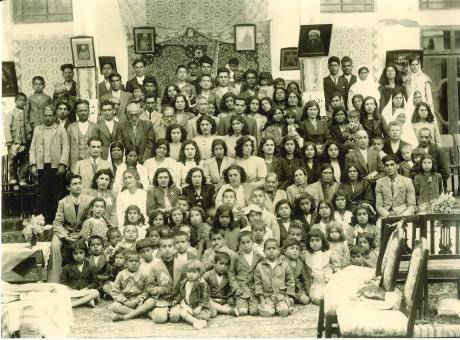
گروهی از خانواده‌های سرشناس جامعهٔ ازلی اصفهان، عکس در حدود ۱۹۳۰ و در منزل سید حسین سرلتی برداشته شده‌است. از مجموعهٔ فخرتاج دولت‌آبادی

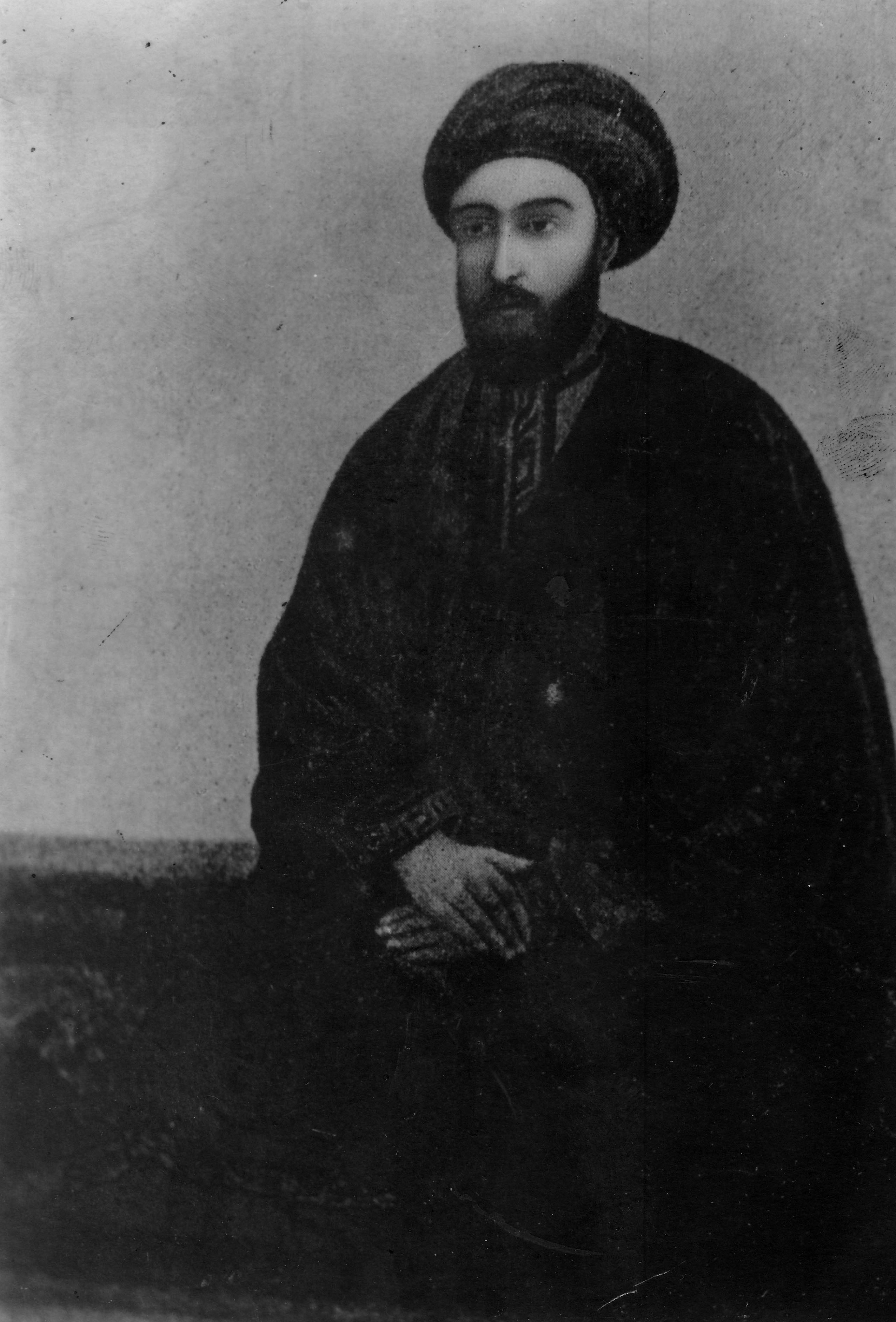
سید علی‌محمد شیرازی، مشهور به باب

میرزا یحیی نوری مازندرانی، ملقب به صبح ازل، حضرت ثمره و وحید

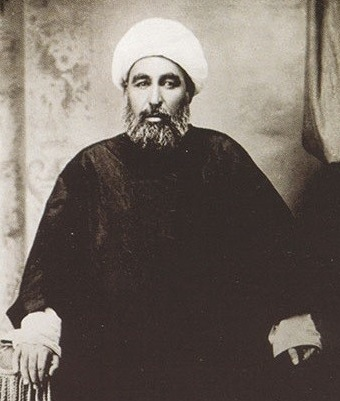
میرزا نصرالله ملک‌المتکلمین، یکی از کنشگران جنبش مشروطه ایران

احمد روحی، داماد میرزا یحیی صبح ازل و یکی از کنشگران جنبش مشروطه ایران

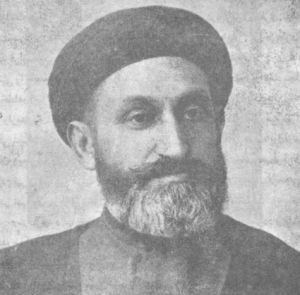
یحیی دولت‌آبادی یکی از فرزندان میرزا هادی دولت‌آبادی

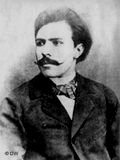
میرزا جهانگیرخان شیرازی، معروف به جهانگیرخان صور اسرافیل، روزنامه‌نگار و یکی از کنشگران جنبش مشروطه ایران که سرانجام کشته شد

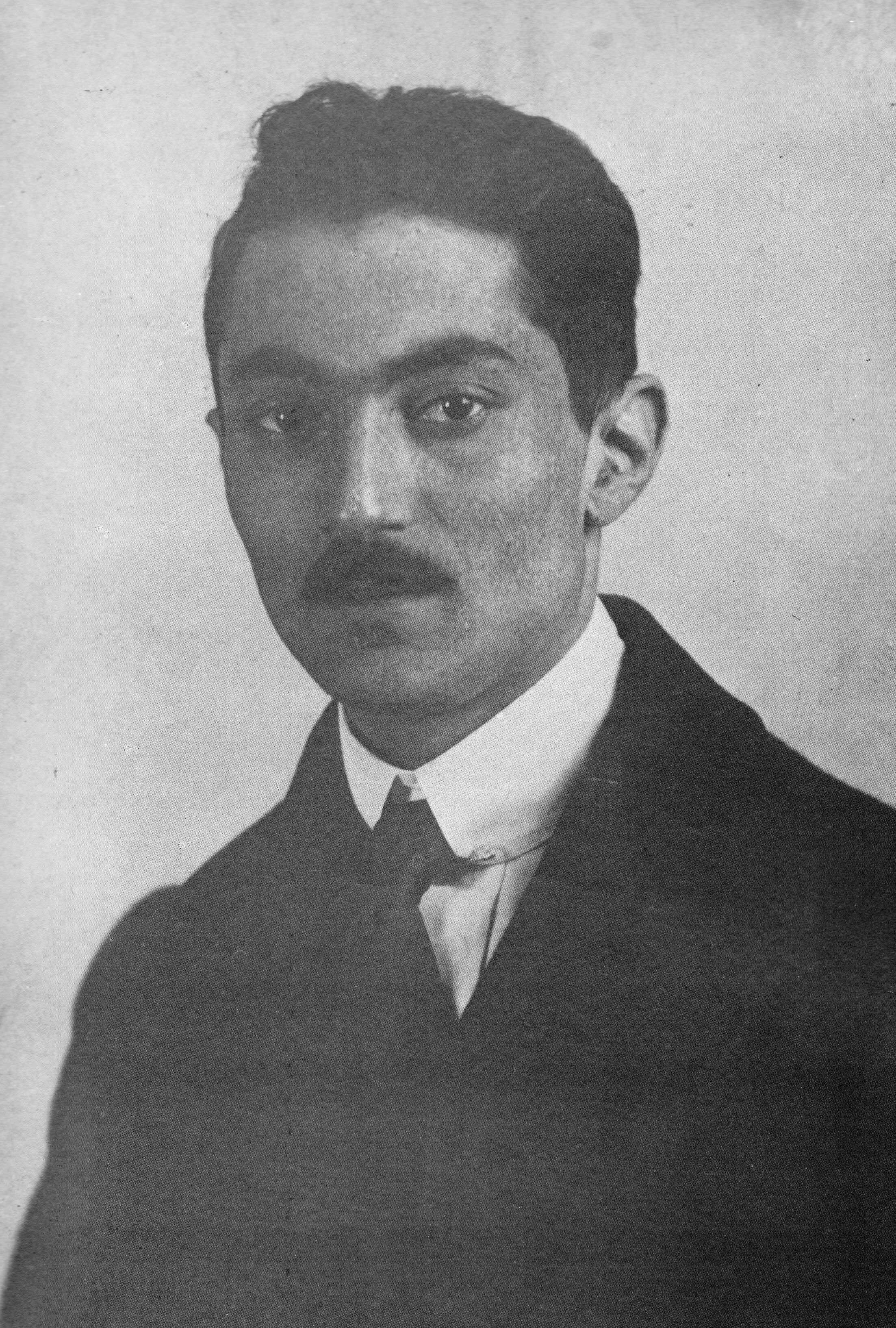
محمدعلی جمال‌زاده اصفهانی، فرزند جمال‌الدین واعظ اصفهانی و نیز «پدر داستان کوتاه» در زبان فارسی

علی‌محمد فره‌وشی، نویسنده و مترجم و پدر بهرام فره‌وشی

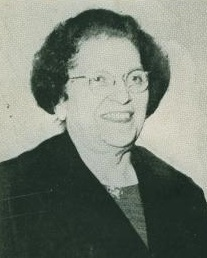
صدیقه دولت‌آبادی، پایه‌گذار انجمن مخدرات وطن و منتشرکنندهٔ نشریهٔ فارسی برای زنان به نام زبان زنان و فرزند دیگر یکی از پیشوایان بابیه (ازلیه) یعنی میرزا هادی دولت‌آبادی

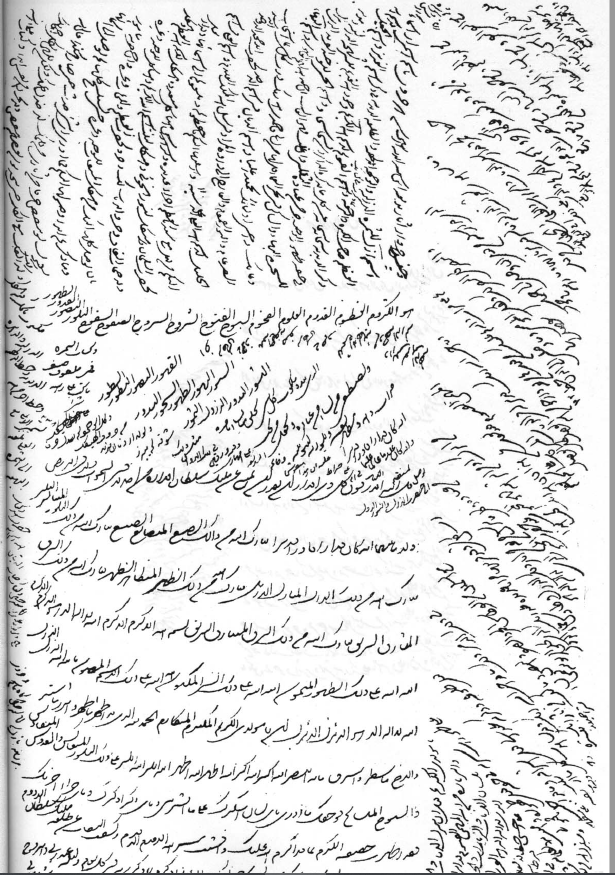
اصل دستخط سید حسین یزدی کاتب مخصوص باب به ملاعبدالکریم قزوینی در مورد طلوع صبح ازل. وی با ابراز شادمانی به شکر و سپاس از طلوع صبح ازل می‌پردازد.

ازلی نام گروهی از پیروان سید علی‌محمد باب است که پس از اعدام او میرزا یحیی صبح ازل را جانشین وی  می‌دانند. پس از تیرباران سید علی‌محمد باب در سال ۱۸۵۰، پیروانش که به بابی، مشهور بودند، بر پایهٔ گفتهٔ باب در کتاب بیان، در پی موعود آیین بابی – که در کتاب بیان با عنوان «من‌یظهره‌الله» از او یاد شده‌است می‌گشتند. در سال ۱۸۶۳ بهاءالله، برادر بزرگ‌تر میرزا یحیی نوری، خود را «من‌یظهره‌الله»، موعود کتاب بیان معرفی کرد؛ بیشتر بابیان به او باورمند شده و بهائی نامیده شدند؛ با این حال، گروه اندکی که به پیروی از میرزا یحیی نوری (معروف به صبح ازل) بابی ماندند، ازلی، بیانی یا یحیایی نام گرفتند. ازلیان با پنهان کردن هویت دینی خود، عملاً در جامعهٔ اسلامی حل شدند. با این حال، ازلیان برخلاف رویهٔ بهاییان مبنی بر عدم دخالت در سیاست، اعتقاد و علاقهٔ شدیدی به فعالیت‌های سیاسی داشته و بسیاری از شخصیت‌های برجستهٔ ازلی در کسوت روشنفکر، ادیب، هنرمند، پژوهشگر و اصلاح‌گر دینی ظاهر شدند. با درگذشت ازلیانی که در انقلاب مشروطه، فعال بودند، ازلیه وارد رکودی شد که هرگز از آن، التیام نیافت و در دوره‌ای نه چندان طولانی، اثرگذاری خود را از دست داد.

## آموزه‌های باب
یکی از آموزه‌های اساسی باب تداوم و تکامل ادیان است. با پیشرفت انسان در طول تاریخ، تجلی الهی به تدریج در ادیان ظاهر می‌شود و جلوه‌ای کامل‌تر و جامع‌تر از خود به منصّه ظهور می‌گذارد. هر دینی در زمان خود و نسبت به گذشته کامل است و در عین حال کمالِ بالقوه‌اش ظهور دیانتِ بعد است که شکوفایی کمالات بالقوهٔ دیانت و مدنیت قبل در آن ممکن می‌شود. مثلاً کمالِ تورات، انجیل و کمالِ انجیل، قرآن است و اکنون کمالِ قرآن به صورت بیان و در آیینی که باب آورده، ظاهر شده‌است. بر اساس همین منطق، هیچ دینی به گفتهٔ باب آخرین دین نیست، بلکه برای نیازهای دوره‌ای محدود از تاریخ بشر ظهور یافته‌است. بر اساس همین اصلِ تکامل و شکوفایی ادیان، باب نتیجه می‌گیرد که نتیجه و ثمرهٔ آیین او باید شناخت و ایمان به «مَن‌یُظهره‌الله» موعود آیین بیان باشد. به باور باب، آثار وی برای اولین بار حقایق نهفته و باطنی مفاهیم اسلامی و آیات قرآنی را آشکار می‌کند، حقایقی که به عقیدهٔ او با باور رایج میان مسلمانان تفاوت بسیار دارد.
مفهوم قیامت و معاد از نظر باب نه پایان تاریخ بلکه پایان یک مرحله از تکامل بشر یعنی پایان دوران یک دین و آغاز ظهور دین بعدی است. پس قیامت مسیحیت با ظهور پیامبر اسلام به وقوع پیوست و قیامت اسلام در سال ۱۲۶۰ هجری قمری با ظهور باب اتفاق افتاد. دوزخ و بهشت نیز نه محلی برای شکنجهٔ ابدی برخی مردم یا محلی برای تمتّع جسمی و جنسی برخی دیگر است بلکه معانی روحانی دارد. بهشت، شناخت و رضای خدا از طریق ایمان به فرستادهٔ خداوند و عمل به ارزش‌های نوین او برای شکوفایی کمالات روحانی است و دوزخ محرومیت از این تکامل. باب، عدل الهی را مستلزم اختیار بشر و نیز استمرار فیض هدایت الهی طبق تکامل وقفه‌ناپذیر انسان و جامعه می‌داند و در نتیجه اعتقاد به انتهای نبوت و رسالت نفی کامل عدل الهی است. به‌علاوه عدل الهی اقتضا می‌کند که دلیل حقانیت یک پیامبر قابل دسترسی و تحقیق برای همگان باشد و در نتیجه تصور این‌که دلیل حقانیت پیامبران معجزات باشد با عدل الهی تضاد دارد چرا که در آن صورت دلیل پیامبر تنها برای کسانی قابل دسترسی می‌شود که در همان‌جا و همان زمان حاضر بوده باشند. پس عدل الهی مستلزم باور به حجیت کلام پیامبر است.
باب با کمال احترام از اسلام یاد می‌کند ولی بر اساس اصل تکامل و تداوم ادیان، دورهٔ اسلام را هزار سال می‌داند که با ظهور او در سال ۱۲۶۰ هجری قمری، یعنی هزار سال بعد از وفات حسن عسکری، به پایان رسیده‌است. شماری از نوشته‌های باب به صورت تفسیر سوره‌های قرانی نوشته شده‌است و معانی باطنی و عرفانی آن آیات را آشکار می‌سازد. در زمان اقامت باب در اصفهان، منوچهرخان معتمدالدوله حاکم مقتدر آن‌جا، که پیشینهٔ مسیحی داشت و قلباً به پیامبر اسلام ایمان نداشت، در حضور علما از باب خواهش نمود که در اثبات نبوت پیامبر اسلام رساله‌ای بنویسد. باب بلافاصله و بدون درنگ رسالهٔ مفصلی در همان جمع نگاشت. نام این نوشته، رسالهٔ اثبات نبوت خاصه است. این اثر چنان منوچهرخان را متأثر نمود که نه تنها به پیامبر اسلام بلکه به باب نیز ایمان یافت و در جرگهٔ پیروان او درآمد.

## مَن‌یُظهره‌الله
مَن‌یُظهِرُهُ‌الله (به معنی: کسی که خدا او را ظاهر خواهد ساخت) به باور بابیان و بهائیان، فردی است که بنا به کتاب بیان فرستادهٔ خدا است و خداوند بعد از سید علی‌محمد باب او را به پیامبری برخواهد گزید تا راهنمای بشر و نجات‌گر عالم باشد. به اعتقاد بهائیان، مَن‌یُظهِرُهُ‌الله، همان بهاءالله، شارع دیانت بهائی است.

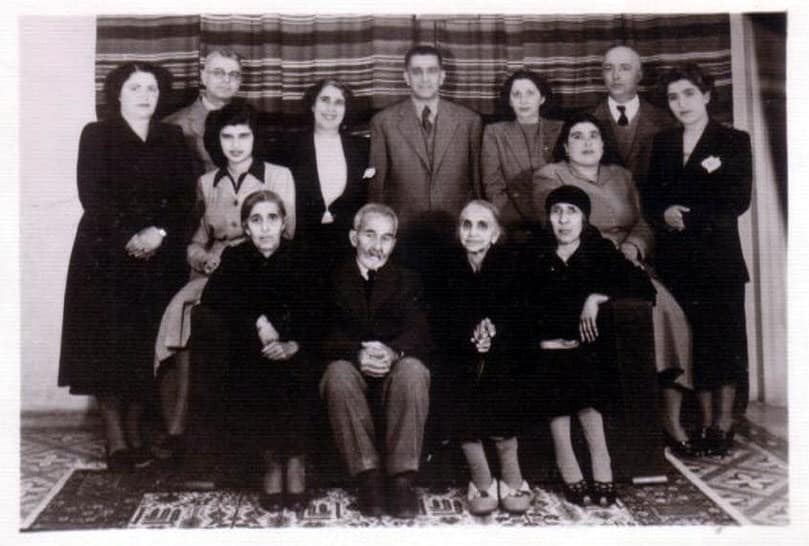
گروهی از ازلیان در قبرس. فخرتاج و قمرتاج دولت‌آبادی در میان بازماندگان میرزا یحیی صبح ازل در قبرس (حدود سال ۱۳۲۸ ش)- در این تصویر میرزا عبدالعلی ازل (فرزند صبح ازل) و همسرش در وسط نشسته‌اند. در ردیف پشت، از سمت چپ، نفر نخست: فخرتاج دولت‌آبادی، نفر چهارم: جلال ازل (پسر میرزا عبدالعلی ازل)، نفر پنجم: عصمت‌خانم (دختر میرزا بدیع‌الله فرزند بهاءالله، و همسر جلال ازل)، نفر ششم: محمّد رشاد: نوهٔ احمد روحی و نفر هفتم: قمرتاج دولت‌آبادی ایستاده‌اند. این دو خواهر حدود ده سال پس از درگذشت برادرشان، میرزا یحیی دولت‌آبادی (جانشین صبح ازل در مقام شهید بیان)، به قبرس رفتند تا از بازماندگان صبح ازل آگاهی یابند. ایشان در آن مسافرت به بازسازی آرامگاه صبح ازل پرداختند و توانستند اسناد مهمی از مجموعهٔ شخصی او (مانند «لوح وصایت» و «لوح مکتب‌خانهٔ من‌یظهره‌الله») را به ایران بیاورند. برخی از آن اسناد حدود شش سال بعد در کتاب قسمتی از الواح خط نقطهٔ اولی و آقا سیّد حسین کاتب آورده شد.

از اساسی‌ترین آموزه‌های سید علی‌محمد باب این نکته است که نتیجه و ثمرهٔ آیین او باید شناخت و ایمان به «مَن‌یُظهِرُهُ‌الله» باشد. باب به کرّات در آثار خود به ظهور «مَن یُظهره الله» اشاره می‌کند و از پیروان خود می‌خواهد که شناخت و ایمان خود را به تصدیق هیچ‌کس حتی خود باب و هجده حواری اولیهٔ وی (حروف حی) مشروط نکنند و موعود را از آثار و صفات خود او بشناسند و نه از اشاره و دلالت دیگران. باب حتی پیروانش را برحذر می‌دارد که مبادا مانند ادیان قبل که با استدلال به کتاب آسمانی خود از پیامبر بعدی محروم شدند با استدلال به آثار باب از ایمان به «مَن یُظهره الله» محروم شوند، مقام موعود به گفتهٔ باب بالاتر از آن است که حتی آثار خود باب لیاقت اشاره به وی را داشته باشد. باب در آثارش از نزدیکی ظهور موعود می‌گوید و برای زمان ظهور او به سال نه و سال نوزده اشاره می‌کند. اندکی پس از یک دهه از آغاز دعوت باب در سال ۱۸۴۴، یعنی چند سال پس از اعدام وی در سال ۱۸۵۰، بیش از ۲۵ نفر ادعای من یظهره‌اللهی کردند. دنیس مکین نام بیست نفر از مدعیان را فهرست کرده‌است.
میرزا اسدالله خویی دیّان یکی از اولین کسانی بود که چنین ادعایی کرد و قبل از این که طرفداران قابل توجهی کسب کند در بغداد احتمالاً با توطئهٔ صبح ازل به قتل رسید. نوزده سال بعد از دعوت باب، بهاءالله در سال ۱۸۶۳ در جمع یارانش و بعدتر در سال ۱۸۶۶ به صورت عمومی‌تر ادعای من‌یظهره‌اللهٔ کرد و عموم بابیان به وی ایمان آوردند. گروه اندکی که به طرفداری از میرزا یحیی ازل بابی باقی ماندند ازلی نام گرفتند. البته شخص بهاءالله در نوشته‌ها و نیز گفت‌وگویی که با میرزا آقاخان کرمانی داشت، از پیروان میرزا یحیی با عنوان اهل بیان یاد می‌کند و ازلیان، عنوانی بود که برای نخستین بار از سوی عباس افندی برای اشاره به ایشان به‌کار رفت. ازلیان ظهور من‌یظهره‌الله را در فاصله‌ای خیلی دور پیش‌بینی می‌کردند و معتقد بودند ظهور موعود زودتر از دست کم ۲۰۰۰ سال از ظهور باب و قبل از مورد قبول شدن دین باب در بسیاری از کشورها رخ نخواهد داد. با این وجود ازلیان در پی تبلیغ و جهانگیر کردن آیین بابی بر نیامدند و با تقیه و پنهان کردن هویت دینی خود عملاً در جامعهٔ اسلامی حل شدند.

## میرزا یحیی نوری ملقب به صبح ازل
میرزا یحیی نوری معروف به صبح ازل، وحید و ثمره در سال ۱۲۴۷ قمری مطابق ۱۸۳۱ میلادی در تهران در محلهٔ عرب‌ها چشم به جهان گشود. مادرش هنگام تولد وی درگذشت و پرستاری از این کودک از همان بدو ولادت بنابر دستور پدر به خدیجه خانم مادر بهاءالله محول گردید. وی یکی از شخصیت‌های مشهور در میان بابیان و بهائیان است. در سال ۱۲۶۳ به سبب تکاپوهای زیادی که برادرش، بهاءالله، در گسترش آیین باب داشت، با آن اعتقاد آشنا شد و به جمع پیروان باب پیوست.
باب در آثارش به نزدیکی ظهور من‌یظهره‌الله، کسی که نتیجه و ثمرهٔ آیین بابی باید شناخت و ایمان به او باشد، اشاره می‌کند. وی همچنین از بابیان می‌خواهد که در شناسایی و ایمان خود کاملاً مستقل عمل کنند و موعود را به خود او بشناسند و نگذارند افراد دیگر، حتی خود باب و حروف حیّ، یا آثار باب مانع شناسایی آنان شوند. از این‌رو در آیین بابی وصیّ (جانشین) و مفسّر آثار به آن مفهوم که در سایر ادیان هست وجود ندارد و جانشینی که باب تعیین نمود در واقع رهبر اسمی جامعهٔ بابی بعد از وی بود. البته ازلیان با اشاره به متن صریح لوح وصایت باب و شماری از توقیعات دیگر که در آن باب، صبح ازل را مرآت خود می‌خواند، این نظریهٔ بهائیان را به چالش می‌کشند. باب در بسیاری از توقیعات و نامه‌های خود نه تنها صبح ازل را مرآت خود می‌خواند بلکه جملهٔ عرفانی مربوط به وحدت دو نفس یعنی انا انت و انت انا (من تو هستم و تو منی) را در مورد وی به‌کار می‌برد. به عبارتی دیگر، در ردهٔ دیانت بیانی، با مقام‌های نقطه، مرآت و شهید بیان مواجه هستیم. برخلاف نظریهٔ بهائیان، باب در چندین لوح به صراحت ریاست جامعهٔ بیانی را به صبح ازل می‌سپارد.
کمی قبل از اعدام سید علی‌محمد باب عبدالکریم قزوینی، یکی از کاتبان باب توجه او را به اهمیت تعیین جانشین جلب نمودند و باب تعداد مشخصی لوح نوشتهٔ آن‌ها را به عبدالکریم داد تا به دست میرزا یحیی و بهاءالله برساند. باب در لوحی که معمولاً به عنوان وصیت‌نامهٔ باب از آن یاد می‌شود، میرزا یحیی را به عنوان رهبر بابیان پس از بنیان‌گذار جنبش، تعیین نمود. در همین لوح به وی دستور داده شده‌است که از من‌یظهره‌الله در زمان ظهورش پیروی کند. رهبری وی جنجال‌برانگیز بود. وی کمتر در میان بابی‌ها حاضر می‌شد. منوچهری ادعا می‌کند که دلیل در خفا ماندن او بخشی از وصیت‌نامهٔ سید علی‌محمد شیرازی است که او را به محافظت از خویش توصیه کرده‌بود. ادوارد براون معتقد است رهبری میرزا یحیی در عراق رهبریِ اسمی بوده و در عمل، ساماندهی امور را بهاءالله، برادر ناتنی وی انجام می‌داده. دنیس مکین بر این نظر است که تعیین میرزا یحیی به‌عنوان جانشین رسمی باب، تنها برای حفظ بهاءالله از خطر و با پیشنهاد بهاءالله و عبدالکریم قزوینی و موافقت باب بوده‌است. خطری که بهاءالله را تهدید می‌کرد از جانب امیرکبیر بود. به گفتهٔ سعیدی اگر امیرکبیر به نقش کلیدی بهاءالله در جامعهٔ بابی پی می‌برد حتماً او را به قتل می‌رساند. این تحلیل اول بار توسط عباس افندی در «مقالهٔ شخصی سیاح» مطرح شد. شوقی افندی نیز می‌گوید باب میرزا یحیی را به عنوان «مرجع اسمی» جامعهٔ بابی انتخاب کرده بود و به نقل از «مقالهٔ شخصی سیاح» تحلیلی مشابه تحلیل فوق ارائه می‌دهد. اما از سویی دیگر ادوارد جی. براون، خاورشناس و ایران‌شناس انگلیسی که از طریق کتاب کنت گوبینو با جنبش بابی آشنا شده و سال‌های بسیاری از زندگی خود را وقف مطالعهٔ تاریخ و آموزه‌های بابی و بهائی نموده بود شخصاً با صبح ازل در قبرس و با بهاءالله و شماری از بهائیان سرشناس در فلسطین دیدار کرد. در سال ۱۹۱۰ میلادی، براون موفق به یافتن نسخهٔ منحصر به فردی از کتاب نقطةالکاف تألیف میرزا جانی کاشانی از نخستین اصحاب باب شد. این کتاب را بنا بر آرای بسیاری از تاریخ‌پژوهان می‌توان نخستین تاریخ‌نگاری ظهور باب و آیین بابی دانست. میرزا جانی کاشانی خود از نخستین گروندگان به باب بود که در جریان ترور ناموفق ناصرالدین‌شاه در ۱۲۶۸ قمری به قتل رسید و از این رو یادداشت‌های وی مصداق تاریخ‌نگاری مستقیم و بی‌واسطهٔ جنبش باب به‌شمار می‌آید. ادوارد براون با کمک محمدخان قزوینی مشهور به علامه قزوینی از سرآمدان فرهنگ و ادب و تاریخ‌پژوهی زمان خود، کتاب را در شهر لیدن هلند منتشر نمود. علامه قزوینی و ادوارد براون علاوه بر تصحیح و تنظیم کتاب، هر یک مقدمه‌ای نیز بر متن کتاب می‌نگارند. بنا بر نظر ئوآن کول، تاریخ‌پژوه و بهائی‌پژوه برجستهٔ آمریکایی، مقدمهٔ براون آشکارا نشان از نزدیکی و همراهی قلبی وی با صبح ازل و ترجیح وی بر بهاءالله دارد. در این مقدمه و نوشتارهای بعدی، براون می‌کوشد تا وصایت و ریاست صبح ازل بر جامعهٔ بابی را اثبات کند. وی همچنین در کتاب مواد تحقیق در مورد دیانت بابی و بهائی بخشی از دستخط طاهره قرةالعین را که شعری در بشارت طلوع صبح ازل و شادمانی وی از انتخاب او به جانشینی باب سروده بود، منتشر ساخت.
| به خلق جهان ساقیا ده نوید    |  | که شد شام غم صبح عشرت رسید   |
| به غم‌دیدگان ده تو جام صفا    |  | بعشاق دلخسته بر زن صلا       |
| که عین ظهور ازل آمده         |  | جمال خدائی هویدا شده         |
| باین مژده گر جان فشانم رواست |  | از این مژده خوش وقت رب علاست |
| ........ تا آنجا که می‌گوید:  |  |                              |
| چو نور جمال تو آمد عیان      |  | ثمر خواندت از لطف رب بیان    |
| مراد از شجر نیست غیر از ثمر  |  | شجر از ثمر می‌شود جلوه‌گر      |
| بیان از تو تکمیل گردیده شد   |  | همه سر پنهان حق دیده شد      |

علاوه بر این، براون به صراحت از انحراف جامعهٔ بهائی از آموزه‌های باب سخن می‌گوید و به نکوهش فعالیت‌های بهائیان در راستای کم‌اهمیت جلوه دادن و فروکاستن مقام باب و نیز عدم خوانش نوشته‌های باب می‌پردازد. میرزا ابوالفضل گلپایگانی و سید مهدی گلپایگانی به دستور عبدالبهاء کتابی در جواب نقطةالکاف نوشتند که البته بعدها به دستور عبدالبهاء جمع‌آوری شد.

## جدا شدن بهائیان از بابیان (ازلیان)
پس از تیرباران شدن سید علی‌محمد باب، پیروانش که به «بابی»، مشهور بودند و بر پایهٔ گفتهٔ باب در کتاب بیان، در پی موعود آیین بابی-که در کتاب بیان با عنوان «من‌یظهره‌الله» از آن یاد شده-می‌گشتند. بهاءالله در سال ۱۸۶۳ میلادی، خود را «من‌یظهره‌الله» یا همان موعود کتاب بیان خواند. بیشتر بابیان به او باورمند شده و بهائی نامیده شدند؛ برخی از بابیان، به سنت موجود، وفادار مانده و با پیروی از نابرادری کوچک بهاءالله یعنی میرزا یحیی نوری (معروف به صبح ازل)، ازلی یا بیانی، نام گرفتند؛ شمار ازلی‌ها اکنون اندک است. میرزا یحیی نوری، فعالیت چندانی نشان نداد؛ ولی بهاءالله کیش بهائیت را پدیدآورد که به دینی جهانی تبدیل شده‌است. البته در آمریکا و در زمان حیات عباس افندی، در سال ۱۹۰۶، یک بهائی آمریکایی سوئدی‌تبار با نام آگوست استن استرندز پس از مطالعهٔ آثار ادوارد براون در مورد تاریخ و اندیشه‌های جریان بابی و انشعاب ازلی/بهائی، با انتشار نامه‌های سرگشاده‌ای به محفل ملی آمریکا، بهاءالله را پیامبری دروغین خواند و آن‌ها را به تجدیدنظر در باور خود و پیوستن به صبح ازل ترغیب کرد. وی در رساله‌ای که از شیکاگو منتشر نمود، به صراحت در صفحهٔ ۲۸ اعلام کرد که «مطالعهٔ تاریخچهٔ بابی به‌علاوهٔ دستنویس‌های مقدسشان ثابت می‌کند یک دستکاری وحشتناک، تغییر و پس و پیش کردن معانی، توسط بهائیان انجام شده‌است». بار دیگر (در صفحهٔ ۲۸) می‌نویسد که «مدارک فراوانی داریم که دستکاری، پس و پیش کردن، تغییر، تحریف و دزدی از دستنویس‌های مقدس مذهب بابی را به‌دست بهائیان نشان می‌دهد». استن استرندز در سال ۱۹۲۷ و در دوران پیشوایی شوقی افندی، توسط شخص شوقی رسماً از ساختار اداری و تشکیلاتی بهائی به‌دلیل «ازلی بودن» طرد شد.

## آیین بیانی پس از صبح ازل
دربارهٔ میزان درگیر بودن یحیی دولت‌آبادی در سازمان‌دهی ازلیان به‌طور فعال، شواهد اندکی وجود دارد. میرزا یحیی چیز زیادی دربارهٔ موضوعات ازلی ننوشت، نقش یک اصلاح‌گر سکولار را به جای یک رهبر مذهبی برگزید، و بابیت ازلی در زمانی نه چندان طولانی اثرگذاری خود را از دست داد. ابوالقاسم افنان از مورخان بهائی به نقل از محمدعلی جمال‌زاده در ژنو شنیده که هنگامی‌که میرزا یحیی ازل در قبرس وفات نمود میرزا یحیی دولت‌آبادی در ژنو بود. به او پیشنهاد کردند که جانشینی ازل و زعامت ازلی‌ها را قبول کند و به قبرس برود ولی او نپذیرفت و قبول نکرد و به تهران مراجعت نمود.

### دربارهٔ پیشوایی دوم ازلیان
هادی دولت‌آبادی، که جانشین یحیی صبح ازل (از سوی صبح ازل، ملقب به «اسم‌الله الودود»)) و پیشوای دوم ازلیان (پیشوای سوم بابیه) ایران بود، چند سال پیش از درگذشت صبح ازل، فوت کرد. صبح ازل، پس از مرگ پدر، پسرش میرزا یحیی دولت‌آبادی را به عنوان جانشین خود و رهبر جامعهٔ ازلی گماشت؛ ولی میرزا یحیی، وقت خود را بیشتر، صرف آموزش و ادبیات کرد. دربارهٔ میزان درگیر بودن او در سازمان‌دهی فعالانهٔ ازلیان، شواهد اندکی وجود دارد. میرزا یحیی، مطالب چندانی دربارهٔ موضوعات بابی ننوشت و به جای پذیرش رهبری دینی، نقش یک اصلاح‌گر سکولار را برگزید.
ازلیان نیروی محرکهٔ اصلی انقلاب مشروطه بودند. آن‌ها ائتلافی از چهره‌های شاخصی را ایجاد کردند که برای رهبری انقلاب مشروطه اعتبار داشتند، انجمن‌هایی تشکیل دادند که جنبش مشروطهٔ ایران را سازماندهی کرد، شب‌نامه‌ها و روزنامه‌هایی منتشر کردند که دستور کار جنبش مشروطه را تعیین کرد، و خطابه‌هایی ایراد کردند که باعث جلب حمایت مردم از انقلاب مشروطه شد. ازلیه با درگذشت ازلیانی که در انقلاب مشروطه، فعال بودند، وارد رکودی شد که هرگز از آن، التیام نیافت و در دوره‌ای نه چندان طولانی، اثرگذاری خود را از دست داد. البته پس از درگذشت میرزا یحیی دولت‌آبادی، محمدصادق ابراهیمی بنابر وصیت شخص دولت‌آبادی به جانشینی جامعهٔ بیانی و عملاً به عنوان چهارمین پیشوای ازلیان انتخاب شد.
با راه‌اندازی «وبگاه زنان قاجار» به‌عنوان زیرمجموعه‌ای از وبگاه کتابخانهٔ آنلاین دانشگاه هاروارد و در دسترس گذاشتن نوشته‌ها، نامه‌ها، کتاب‌ها و رسالات پرشماری از فعالان ازلی از جمله جلال ازل (نوهٔ صبح ازل)، قمرتاج دولت‌آبادی، پروین دولت‌آبادی، علی‌محمد فره‌وشی، عصمت ازل و سایرین، ابعاد تازه‌ای از فعالیت‌ها و روابط جامعهٔ ازلی روشن شد. در کنار رساله‌ها و کتاب‌های خطی، نامه‌نگاری‌های فراوان جلال ازل با فضل‌الله صبحی، میرزا احمد سهراب، خانوادهٔ محمدعلی، هم‌کیشان ازلی و اعضای خانوادهٔ خود نیز از جمله مطالب قابل توجه در این وبگاه است. جلال ازل و احمد سهراب در پی همین نامه‌نگاری‌ها سرانجام برای نخستین بار موفق به تشکیل گردهمایی نسبتاً گسترده‌ای شامل نمایندگان جامعهٔ ازلیان، دو نسل از مطرودین جامعهٔ بهائی (فرزندان محمدعلی در زمان عباس افندی و سایر نوادگان و نتایج بهاءالله در دورهٔ شوقی افندی) و کاروان شرق و غرب (شامل بهائیان غالباً غربی طرد شده توسط شوقی افندی) شدند. نتیجهٔ این دیدار بنا بر پژوهش‌های موژان مؤمن، موافقت بر ساخت آرامگاهی بر مقبرهٔ صبح ازل بود.

## گاه‌شمار آیین بیانی

### سال بیانی
سال بیانی ۳۶۱ روز است. در کتاب بیان عربی، باب سوم از واحد پنجم چنین وارد شده‌است: «قد جعلنا الحول تسعةعشر شهرا» ترجمه: «همانا قرار دادیم برای سال نوزده ماه».
همان باب در کتاب بیان فارسی چنین شرح داده شده‌است: «خداوند عالم خلق فرموده کل سنین را به امر خود و از ظهور بیان قرار داده عدد هر سنین را عدد کلشیئ (۳۶۱ روز) و آن را نوزده شهر [ماه] قرار داده و هر شهر را نوزده روز فرموده تا آن‌که کل از نقطهٔ تحویل حمل تا منتهی‌الیه سیر او که به حوت منتهی می‌گردد در نوزده مراتب حروف واحد سیر نمایند».

### مبدأ تاریخ بیانی
در باب چهاردهم از واحد ششم کتاب بیان عربی، بزرگ‌ترین روز سال یوم‌الله الاعظم نام برده شده‌است. شرح آن در همان باب کتاب بیان فارسی چنین است: «خداوند عالم در میان ایام یومی را منسوب به خود فرموده و آن را یوم‌الله خوانده‌است».
در کتاب بیان تعداد روزهای سال بیانی ۳۶۱ روز ذکر گردیده ولی تکلیف چهار یا پنج روز تفاوت نسبت به تقویم شمسی مشخص نگردیده‌است و نام ماه‌ها و مبدأ تاریخ نیز عنوان نشده‌است. در کتاب پنج شأن چنین وارد است: "هذا یوم الاربعاء الخامس من شهر جیم الاول من سنة ۱۲۷۶ عن بعثة الفرقانیه … هذا یوم الاول من شهر البهاء من السنة الابد" ترجمه: "امروز چهارشنبه پنجم جمادی‌الاول از سال ۱۲۷۶ از بعثت فرقان است … امروز روز اول از ماه بهاء از سال هفتم ظهور است".
"قد جعل الله کل حول من ذلک الیوم تسعةعشر شهرا و کل شهر تسعة عشر یوما و بداء الحساب من ذلک الیوم لانه اول سنة لایبدل الا بامر من یظهره الله" ترجمه: "از امروز خداوند عز ذکره، سال را نوزده ماه و هر ماه را نوزده روز قرار داده‌است و آغاز حساب از امروز است. این تقویم تغییرپذیر نیست مگر به امر «من‌یظهره‌الله»...."
در کتاب الأسماء کلشیئ (چهار شأن) در سال ۱۲۶۵ هجری قمری در جواب مؤمنی به اسم رفیع (در ظل اسم رفیع در این کتاب) چنین آمده‌است: «انما قد ذکرت فی الکتاب من اول سنة البدیع فی البیان ترجمه: (در این نامه از مبدأ تاریخ و تقویم پرسیده‌ای) شما از پنجم جمادی‌الاول سال هفتم ظهور (۱۲۶۶) حساب کنید ثم کل واحد شهر تحسبون ترجمه: هر نوزده روز را یک ماه حساب کنید. و ما یزید انتم من بعد تنقصون ترجمه: چند روز اضافه را به سال بعد ببرید. کل شهر تسعة عشر یوما و کل سنة تسعةعشر شهرا و کل حول ثلثمأة و ستین ثم واحدا ترجمه :هر ماه نوزده روز است و هر سال نوزده ماه و هر سال ۳۶۱ روز باشد نه زیاده. و لا تومرنّ بالقمر فی طلوعه و لا بما انتم بالشمس تحسبون ترجمه: به قمری یا شمسی حساب نکنید. قد رفعنا عنکم ما انتم فیه تختلفون ترجمه: ما آن دو تقویم را برداشتیم به سبب آنچه در آن اختلاف می‌کردید (اختلاف دقایق و کبیسه‌ها که در اسلام باعث شد روزهای احزان و اعیاد مورد اختلاف باشد). و من لم یُسمیٰ شیئا بغیر ما قد سمّاه الله فیکون مشرکا ترجمه: هر کس در این‌باره بر خلاف حکم خدا عمل کند مشرک است».

### تقویم دین بیانی
مبدأ تقویم بدیع بیانی ۲۹ اسفند سال ۱۲۲۸ ایرانی معادل ۲۰ مارس ۱۸۵۰ میلادی برابر اول شهر البهاء اولین سال تقویم بیانی است.
- تقویم آئین بیانی
- تبدیل تقویم آئین بیانی به میلادی
- تبدیل تقویم جلالی(ایرانی) به تقویم آئین بیانی

## چهره‌های سرشناس دیانت بابی
در این بخش، به سرشناسان و کنشگران دین بابیه (بیانی) یعنی بابیانِ اهل هنر، ادبیات، دانش، دین، عرفان، سیاست و همچنین مبلغان اسلام‌گرای بابی‌شده، بابیان فرادینی‌شده و بابیان کشته‌شده، پرداخته شده‌است.

### هنر
1. باقر تبریزی؛ خوشنویس.

### ادبیات
1. محمدعلی جمال‌زاده (فرزند جمال‌الدین واعظ اصفهانی، ملقب به «صدرالواعظین» و «صدرالمحققین»)؛ مترجم، پیشتاز قصّه‌نویسی معاصر (نویسندهٔ نخستین مجموعهٔ داستان‌های کوتاه ایرانی با عنوان یکی بود یکی نبود (مجموعه‌داستان))، پدر داستان کوتاه در زبان فارسی و آغازگر سبک واقع‌گرایی در ادبیات فارسی. جمال‌زاده در سال ۱۹۶۵ نامزد جایزه نوبل ادبیات شد.
2. محمدمهدی شریف کاشانی؛ کنشگر اجتماعی و نویسنده (کتاب واقعات اتفاقیه در روزگار).[۷۳][۷۴]
3. علی‌محمد فره‌وشی («مترجم همایون»؛ پدر بهرام فره‌وشی)؛ مترجم، یکی از پایه‌گذاران مدارس نوین در ایران و از نخستین نویسندگان کتاب‌های درسی جدید برای دانش‌آموزان ایرانی، آشنایی کامل با زبان فارسی و فرانسوی.

#### شعر
1. فاطمه برغانی قزوینی (طاهره قرةالعین)؛ شاعر، خطیب، مجتهد، عارف[۷۵] و یکی از سران جنبش بابیه که سرانجام به دست برخی از مأموران دولتی کشته شد.
2. کریم‌خان مافی («بهجت قزوینی»)؛ شاعر و خوش‌نویس؛[۷۶]
3. محمد کرادی بغدادی؛ شاعر و غزل‌سرا[۷۷] که در جریان بابی‌کشی به قتل رسید.[۷۸]
4. میرزا محمدرضا («عرب») کاشی؛ شاعر؛[۷۹]
5. میرزا عبدالله «غوغا» ی قزوینی؛ شاعر و صوفی.[۸۰]
6. پروین دولت‌آبادی؛ شاعر، نیکوکار و بنیان‌گذار شورای کتاب کودک ایران.[۸۱]

### فلسفه و علم
1. جمال‌الدین واعظ اصفهانی، ملقب به «صدرالواعظین» و «صدرالمحققین» (پدر محمدعلی جمال‌زاده اصفهانی)؛ نویسنده و یکی از کنشگران جنبش مشروطهٔ ایران.[۸۲][۸۳][۸۴]
2. محمدعلی فروغی؛ ملقّب به ذُکاءُالمُلک، نویسندهٔ نخستین کتاب‌های درسی دانشگاهی به زبان فارسی در رشته‌های اقتصاد، حقوق، تاریخ و جامعه‌شناسی و فلسفه (کتاب منسجم و روان سیر حکمت در اروپا)، فعال سیاسی ملی‌گرا، تجددخواه، روشن‌فکر، مترجم، ادیب، سخن‌شناس، فیلسوف، تاریخ‌دان، روزنامه‌نگار، دیپلمات، نماینده و رئیس مجلس، وزیر و نخست‌وزیر ایران بود.[۸۵][۸۶][۸۷]
3. میرزا محمد ناظم‌الاسلام کرمانی؛[۸۸][۸۹] نویسنده، روزنامه‌نگار، مدیر برخی از روزنامه‌ها در دورهٔ مشروطه و نویسندهٔ کتاب تاریخ بیداری ایرانیان.

### سیاست و جامعه
1. میرزا علی‌محمد دولت‌آبادی (فرزند هادی دولت‌آبادی)؛ کنشگر سیاسی.[۹۰][۹۱]
2. میرزا جهانگیرخان صور اسرافیل شیرازی؛ روزنامه‌نگار و کنشگر سیاسی که سرانجام، کشته شد.[۹۲][۹۳]
3. صدیقه دولت‌آبادی (فرزند هادی دولت‌آبادی)؛ کنشگر در زمینهٔ حقوق زنان و پایه‌گذار انجمن مخدرات وطن و منتشرکنندهٔ نشریهٔ فارسی برای زنان به نام زبان زنان.
4. محمود نریمان، نمایندهٔ دورهٔ هفدهم مجلس شورای ملی از حامیان مصدق و عضو فراکسیون نهضت ملی.
5. میرزا نصرالله ملک‌المتکلمین؛ سخنور، کنشگر دورهٔ جنبش مشروطه ایران، یکی از مدیران انجمن باغ میکده و نیز از بنیان‌گذاران برخی از مدارس جدید.[۹۴][۹۵][۹۶]
6. میرزا محمدجعفر صدرالعلما؛ یکی از کنشگران جنبش مشروطهٔ ایران.[۹۷][۹۸]
7. قاضی قزوینی؛ یکی دیگر از کنشگران جنبش مشروطهٔ ایران.[۹۹][۱۰۰]

### دین و عرفان
1. سید علی‌محمد باب شیرازی؛ پایه‌گذار بابیت.
2. میرزا یحیی نوری مازندرانی، معروف به صبح ازل (برادر میرزا حسین‌علی نوری مازندرانی بهاءالله)؛ دومین پیشوای بابیهٔ ازلیه.
3. میرزا هادی دولت‌آبادی (پدر یحیی دولت‌آبادی، علی‌محمد دولت‌آبادی و صدیقه دولت‌آبادی و نیز یکی از شاگردان میرزای شیرازی و زین‌العابدین حائری مازندرانی)؛ مجتهد، از سوی میرزا یحیی صبح ازل نوری، ملقب‌شده به «اسم‌الله الودود»[۱۰۱] و نیز سومین پیشوای کیش بابیه (ازلیه).[۱۰۲][۱۰۳][۱۰۴]
4. میرزا یحیی دولت‌آبادی[۱۰۵][۱۰۶]
5. وحید ازل، فیلسوف، پژوهشگر و دین‌پژوه[۱۰۷]